# DN14B
DN14B este un drum național din România care leagă Mediașul de Alba Iulia, pornind din DN14 de la Copșa Mică și se termină la Teiuș în DN1.